# Sergueï Soudeïkine
Sergueï Soudeïkine (en russe : Суде́йкин, Серге́й Ю́рьевич), connu aussi comme Serge Soudeikine, est un peintre, graphiste et décorateur de théâtre russe né à Saint-Pétersbourg le 19 mars 1882 (calendrier grégorien, 31 mars 1882) et mort le 12 août 1946 à Hayak, dans l'État de New York (États-Unis).

## Biographie
Soudeïkine naît à Saint-Pétersbourg d'un colonel de gendarmerie, Georges Soudeïkine. Il étudie à l'École de peinture, de sculpture et d'architecture de Moscou (1897-1909) ; ses professeurs sont Abram Arkhipov, Alexeï Stepanov, Apollinaire Vasnetsov, Nikolaï Kassatkine et Leonid Pasternak. Cependant, pour des expositions de dessins d'étudiants, présentant souvent des sujets plus libres ne ressortant pas du programme académique, il travaille un an avec Michel Larionov et Arthur Fonvisine, puis en 1903 avec Valentin Serov et Constantin Korovine.
Sergueï Soudeïkine fait ses débuts professionnels au sein du théâtre moscovite de l'Ermitage, avec Nikolaï Sapounov. Il réalise la mise en scène de toute une série d'opéras, parmi lesquels Orphée et Eurydice de Gluck et La Walkyrie de Richard Wagner. Également avec Sapounovn, il crée les décors pour des drames de Maurice Maeterlinck (1903) et de Vsevolod Meyerhold.
Il met encore en scène et décore diverses pièces pour le Maly Drama Théâtre, le théâtre Tovstonogov et le théâtre Komissarjevsky à Saint-Pétersbourg. Il collabore aussi aux revues La Balance, Appolon, Satyricon et Le Nouveau Satyricon.
De 1904 à 1907, il participe successivement aux groupements et aux expositions de la Rose écarlate, des Amitiés russes moscovites et de l'Union des artistes russes (1905, 1907—1909). Il est un des fondateurs de la «Rose bleue » en 1907.
En janvier 1907, il épouse l'actrice et danseuse Olga Glébova (1885-1945). En 1909, Soudeïkine achève ses études à l'École de peinture, de sculpture et d'architecture de Moscou et entre à l'Académie russe des beaux-arts dans la classe de Dmitri Kardovski. Il fait la connaissance d'Alexandre Benois, et grâce à lui, des autres artistes de l'association « Mir iskousstva ». À cette époque, l'œuvre de Constantin Somov, qui est un des organisateurs et décorateur du cabaret littéraire et artistique Au chien errant (Brodiachaia sabaka), exerce une grande influence sur lui.
En 1915, Soudeïkine réalise les panneaux décoratifs pour le théâtre-cabaret La Halte des comédiens. Ses tableaux sont influencés par l'œuvre du poète Mikhaïl Kouzmine, en particulier le Poème étranger et la pantomime Le Diable amoureux. À la fin de cette année, il se sépare d'Olga et fait la connaissance de Véra Arthourovna (épouse Igor Stravinsky après 1940), avec laquelle il part pour Saint-Pétersbourg.
Soudeïkine part pour la Crimée en 1917 et s'installe dans les environs d'Alouchta. À Yalta il participe à une exposition organisée par Serge Makovski avec Nicolas Millioti et d'autres artistes. En avril 1919, il part pour Tbilissi (Géorgie), où il crée des cafés littéraires — Chimères et La Barque des argonautes. Il passe aussi par Bakou et Batoumi.

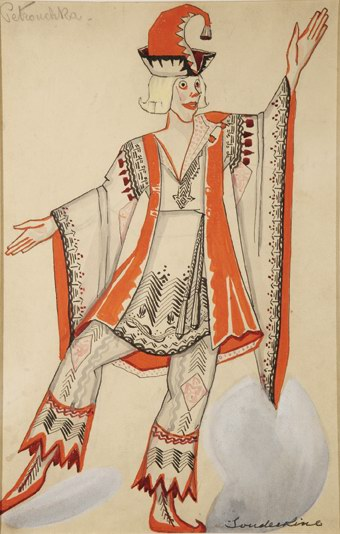
Soudeïkine, Pétrouchka, coll. Lobanov-Rostovsky.

En 1920, il gagne la France avec sa troisième épouse, d'abord à Marseille puis Paris. Il y devient scénographe pour le cabaret Le Théâtre de la chauve-souris de N. Balief. Il met également en scène deux spectacles pour la troupe d'Anna Pavlova et dessine les décors de La Tragédie de Salomé pour les Ballets russes de Serge de Diaghilev. En mai 1922, il divorce une nouvelle fois puis part en tournée aux États-Unis avec la troupe de Balief (1922) et s'installe à New York.
Durant la période qui s'étend de 1924 à 1931, il travaille activement à la mise en scène, à la décoration et à la réalisation de pièces de théâtre pour le Metropolitan Opera, de ballets d'Igor Stravinsky, dont Petrouchka (1925) et Le Rossignol (1926), et d'opéras (Sadko de Rimski-Korsakov en 1930 et Le Vaisseau fantôme de Richard Wagner en 1931). Il collabore avec les troupes de Michel Fokine, Léonide Massine et George Balanchine. Il réalise aussi les décors du film Résurrection (1934) de Rouben Mamoulian d'après le roman de Léon Tolstoï.
Les œuvres de Soudeïkine se trouvent dans de nombreux musées de par le monde, comme : la Galerie Tretiakov, le musée des beaux-arts Pouchkine, le musée Russe, le musée d'art Radichtchev de Saratov, le Brooklyn Museum de New York.
Nikolaï Goumilev lui a dédié des vers dans Voyages en Chine.